# Alcan Border
Alcan Border is een plaats (census-designated place) in de Amerikaanse staat Alaska, en valt bestuurlijk gezien onder Southeast Fairbanks Census Area.

## Demografie
Bij de volkstelling in 2000 werd het aantal inwoners vastgesteld op 21.

## Geografie
Volgens het United States Census Bureau beslaat de plaats een oppervlakte van
384,9 km², waarvan 383,0 km² land en 1,9 km² water.

## Plaatsen in de nabije omgeving
De onderstaande figuur toont de plaatsen in een straal van 120 km rond Alcan Border.